# Fung Ka Hoo
Fung Ka Hoo (13 augustus 1997) is een Hongkongs wielrenner die anno 2019 rijdt voor HKSI Pro Cycling.

## Carrière
In 2017 werd Fung voor de tweede maal op rij nationaal kampioen tijdrijden bij de beloften. Met zijn tijd was hij sneller dan Leung Chun Wing, de winnaar bij de eliterenners, maar omdat Fung als belofte deelnam kreeg won hij de titel in die categorie.

## Overwinningen
2015
 Aziatisch kampioen tijdrijden, Junioren
 Hongkongs kampioen tijdrijden, Junioren
2016
 Hongkongs kampioen tijdrijden, Beloften
2017
 Hongkongs kampioen tijdrijden, Beloften
2019
 Hongkongs kampioen tijdrijden, Elite

## Ploegen
- 2016 –  HKSI Pro Cycling
- 2017 –  HKSI Pro Cycling
- 2018 –  HKSI Pro Cycling
- 2019 –  HKSI Pro Cycling